# Saint-Romain-en-Gal
Saint-Romain-en-Gal ist eine französische Gemeinde mit 1.990 Einwohnern (Stand: 1. Januar 2022) im Département Rhône in der Region Auvergne-Rhône-Alpes. Saint-Romain-en-Gal gehört zum Arrondissement Lyon und zum Kanton Mornant (bis 2015: Kanton Condrieu).

## Geographie
Saint-Romain-en-Gal liegt etwa 24 Kilometer südlich von Lyon an der Rhône. Umgeben wird Saint-Romain-en-Gal von den Nachbargemeinden Seyssuel im Norden, Vienne im Osten, Sainte-Colombe im Süden und Südosten, Saint-Cyr-sur-le-Rhône im Süden sowie Loire-sur-Rhône im Westen.
Durch die Gemeinde führen die Autoroute A7 und die frühere Route nationale 86 (heutige D386).

## Bevölkerungsentwicklung
| Jahr                       | 1962 | 1968 | 1975 | 1982 | 1990 | 1999 | 2006 | 2017 |
| Einwohner                  | 1181 | 1379 | 1346 | 1349 | 1341 | 1380 | 1604 | 1889 |
| Quellen: Cassini und INSEE |      |      |      |      |      |      |      |      |

## Sehenswürdigkeiten
- Kirche Saint-Romain, Reste der alten Kommanderie des Malteserordens, seit 1972 Monument historique
- Kapelle Saint-Ferréol
- Kirche Saint-Bernard aus dem 9. Jahrhundert, später im 15. Jahrhundert wurde daran die Kommanderie des Johanniterordens angebaut
- gallorömisches Museum, daneben archäologische Fundstätten aus der gallorömischen Zeit mit zahlreichen Mosaiken:
  - Thermen Les Lutteurs, seit 1983 Monument historique
  - Palast Le Miroir, ebenfalls Thermenanlagen, seit 1840 Monument historique

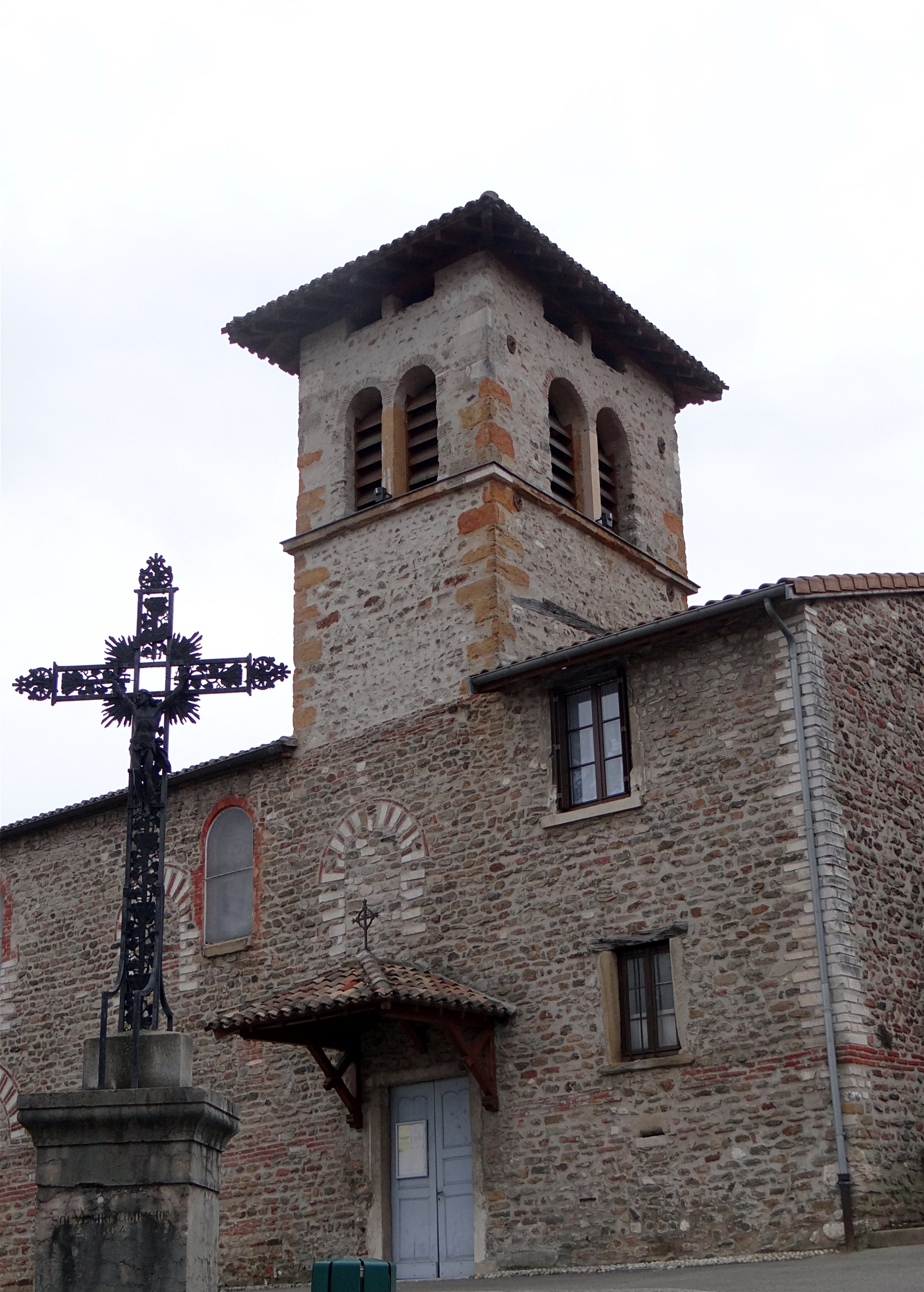
Kirche
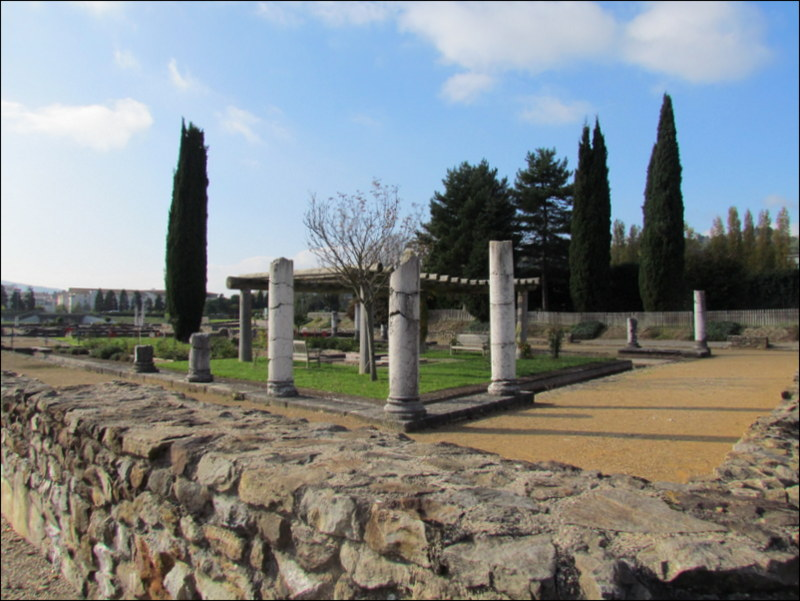
Archäologische Fundstätte
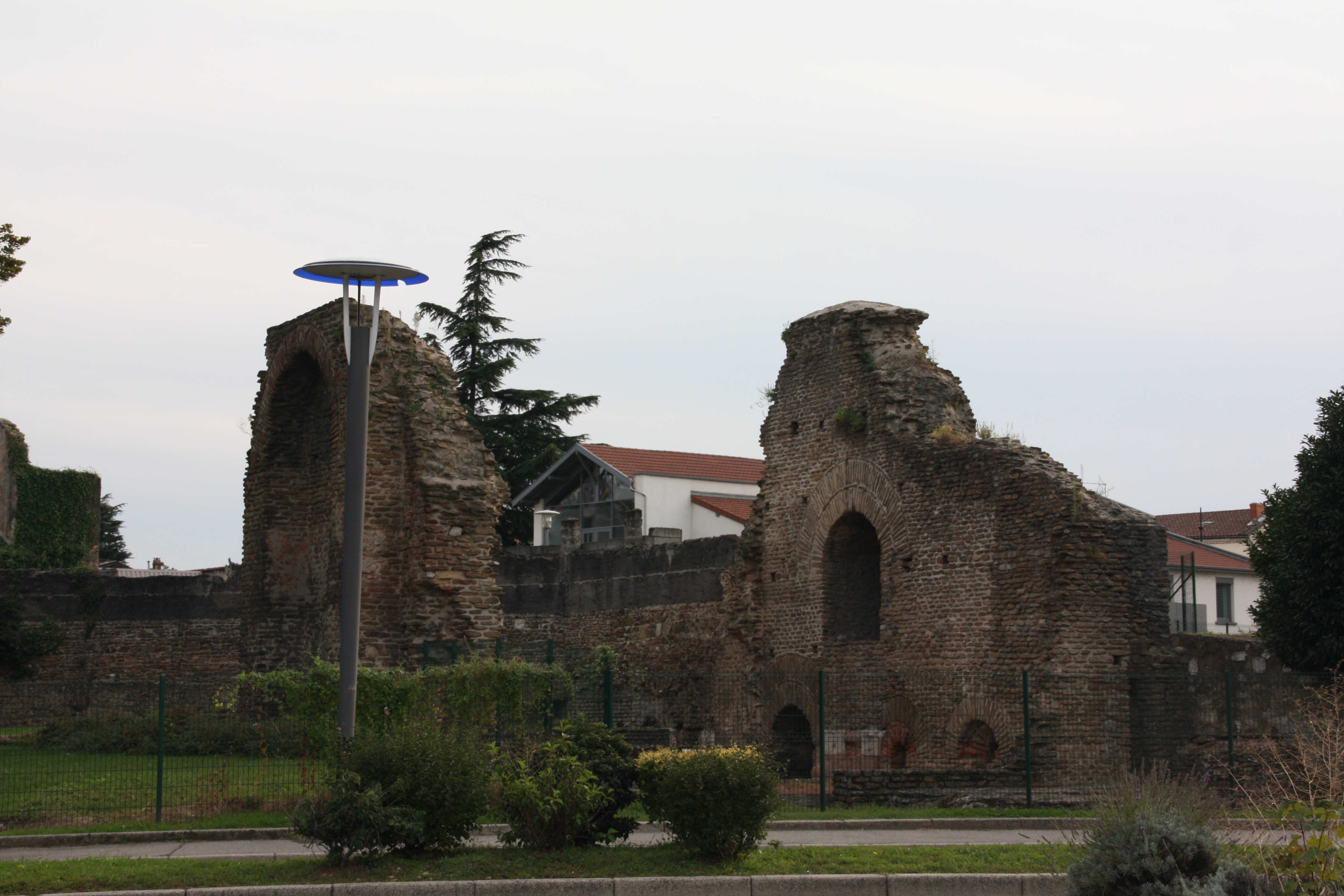
Thermen Palais Le Miroir

## Sport
Im Jahr 2022 führte die 13. Etappe der 109. Austragung der Tour de France durch die Gemeinde Saint-Romain-en-Gal. Auf der Route de Rive-de-Gier (D502) wurde bei der Kreuzung mit der D138 eine Bergwertung der 3. Kategorie auf der Côte de Rive-de-Saint-Romain-en-Gal (466 m) abgenommen. Sieger der Bergwertung war der Däne Mads Pedersen.

## Persönlichkeiten
- François Perroux (1903–1987), Ökonom